# 中澤一
中澤 一（なかざわ はじめ Hajime Nakazawa）は、日本の実業家。山形県立鶴岡南高校とDelta High School (UT, USA)を卒業。上智大学外国語学部比較文化学科（現国際教養学部）卒業。アメリカ合衆国フラー神学大学院修了。東京地区を中心に展開するMSAマスタードシードアカデミー主宰として活躍（株式会社マスタードシードアカデミー代表取締役）。2014年、IFU国際大学連合と提携し、英国国立大学、アイルランド国立大学、アメリカ私立大学へ、正規留学生を送り出す。MSAマスタードシードアカデミーの在籍生は、早稲田慶應上智などに加え、特に2016年以降は、５〜８割が学位取得海外正規留学をしている。卒業生には、若くして起業する者が少なくない。2020年1月に引退し、MSAマスタードシードアカデミー閉校。その後、開校時からのスタッフ齋藤直哉（株式会社グラスプ）が東京都渋谷区にてMSAマスタードシードアカデミーの名称で教育事業を行っている。

## 経歴
- 1年の浪人生活を送った後、上智大学外国語学部較文化学科（現国際教養学部）に入り、成績優秀（Cum Laude）で卒業。
- アメリカ、カリフォルニア州のフラー大学院に進学、修士号（M.Div）取得。
- 東京（新宿区市ヶ谷）と静岡（静岡市葵区）にて難関大学・海外留学特化予備校MSAマスタードシードアカデミーを主宰（2005年４月〜2020年１月）

## 人物像
- 最難関大受験生を主に指導。
- 生徒のやる気を鼓舞するスピーチが有名。各地の高校の保護者会や教員研修などの講師にも招かれている。
- リーズニングも徹底しており、分析方法も指導。
- 『単語王2202』、『OSP-Advanced Reading』などの著者としても有名。
- The Japan Times　"100 Next Era CEOs in Asia 2014" に選ばれている。
- 2014年７月 TV番組『覚悟の瞬間』に出演。

## 著作
学習参考書
- 『単語王2202』O-Method
- 『単語王2202 フラッシュ・カード1』O-Method
- 『単語王2202 フラッシュ・カード2』O-Method
- 『フラッシュ!速攻英文法1』O-Method
- 『フラッシュ!速攻英文法2』O-Method
- 『中澤の難関大攻略 徹底英語長文読解講義』桐原書店
- 『本当にやりたかった英語長文読解』O-Method
- 『中澤のミッション大学英語攻略バイブル 旧約篇』アルファベータ
- 『中澤のミッション大学英語攻略バイブル 新約篇』アルファベータ
- 『偏差値60以上の英語長文特訓』中経出版
- 『中澤式・受験英語の達人Q&A』エール出版社
- 『中澤式・超英語勉強術』エール出版社
- 『OSP-Advanced Reading』（CD）O-Method
- 『OSP-Advanced Reading』（MD-Version 5）O-Method
- 『単語王2202 フラッシュ・リスニング』（CD）O-Method